# اثربخشی فروش
اثربخشی فروش به توانایی متخصصان فروش یک شرکت برای موفقیت در هر مرحله از فرایند خرید مشتری اشاره دارد که نهایتاً منجر به درآمدزایی برای بنگاه به روش صحیح و در بازه زمانی مناسب می‌شود.
بهبود اثربخشی فروش نیازمند همکاری عمیق بین واحدهای فروش و بازاریابی برای شناسایی نقاط ضعف و قوت، بهبود مستمر دانش و اطلاعات، مهارت‌ها و راهبردهایی است که نیروهای فروش اجرا و پیاده‌سازی می‌کنند.
با تجزیه و تحلیل عملکرد نیروی فروش، مدیران می‌توانند تغییراتی را برای بهینه‌سازی عملیات فروش اجرا کنند.

منبع

## هدف
هدف از اثربخشی فروش، افزایش درآمد شرکت از طریق بالا بردن جذب مشتری و افزایش فروش محصول/خدمات است. هنگام تجزیه و تحلیل عملکرد یک نیروی فروش، برخی از معیارها را می‌توان با یکدیگر مقایسه کرد. این معیارها می‌توانند اطلاعات بیشتری را در مورد وی نسبت به فروش کل وی نشان دهند. هدف از معیارهای اثربخشی نیروی فروش «اندازه‌گیری عملکرد نیروی فروش و فروشندگان منفرد» است.

## عوامل مؤثر در عملکرد فروش
چندین عامل متفاوت وجود دارند که بر کارکرد کلی فروش شرکت تأثیر می‌گذارند.
مواردی مانند تعیین هدف فروش معقول، پیش فروش، نام تجاری، بازاریابی، دانش محصول، دستاوردهای انگیزشی و بسیاری از موارد دیگر شاخص‌هایی هستند که بر عملکرد کلی واحد فروش تأثیر می‌گذارند.